# Ignacio Zuloaga
Pour les articles homonymes, voir Zuloaga.
Zuloaga y Zavaleta est un nom espagnol. Le premier nom de famille, en général paternel, est Zuloaga ; le second, en général maternel, souvent omis, est Zavaleta.
Ignacio Zuloaga y Zabaleta, né  le 26 juillet 1870 à Eibar (Guipuscoa), et mort le 31 octobre 1945 à Madrid, fut l'un des plus importants peintres espagnols de la fin du XIXe siècle et du début du XXe siècle. Portraitiste très prisé en son temps, il a également donné des images puissantes de tauromachie en Andalousie et de l'Espagne noire en Castille, notamment à Ségovie.

## Biographie
Son père Plácido Zuloaga, remarquable damasquineur, l'initie au dessin et à la gravure et lui fait découvrir la peinture espagnole au musée du Prado. Sa formation scolaire se fait en France chez les jésuites.
En 1889, après un séjour de 6 mois à Rome, il s’installe pour une décennie à Paris. Il y côtoie Santiago Rusiñol, fait connaître la peinture espagnole (notamment Le Greco) aux artistes français, reçoit l'influence déterminante d'Édouard Manet, et expose avec les postimpressionnistes à la galerie Le Barc de Boutteville. Il s'intéresse déjà aux personnages humbles (balayeurs, vagabonds, prostituées...) qu'il représente dans des harmonies froides.
En 1898, il découvre à Ségovie un univers qui marquera profondément et durablement son œuvre : une terre inhospitalière, aux types et coutumes archaïques. Il installe un atelier dans la ville, et achète en 1925 le château de Los Velasco dans le village médiéval de Pedraza.
Il était un grand aficionado des courses de taureaux, sujet qu'il représenta dans ses tableaux, réussissant même une fois à entrer dans l'arène. Son modèle favori était Agustina, la mère du matador Ignacio Rafael García Escudero « Albaicín ».
Il a également eu pour modèle La Niña de los Peines (en 1910).
Ses thématiques typiquement espagnoles, frisant souvent la caricature (paysages arides, processions rurales, portraits de manolas séductrices, toreros arrogants et pícaros misérables), ont connu beaucoup de succès dans une Europe avide d'exotisme, avant d'être récupérés par les nationalistes.

## Évolution politique du peintre
D'un naturel indépendant, Zuloaga n'adhérait à aucune idéologie particulière et conservait jalousement son indépendance. Il avait pour ami Camille Mauclair, Paul Fort, Maurice Barrès, Charles Morice, puis José Ortega y Gasset, ainsi que Miguel de Unamuno. Mais après son séjour à Paris où il réside jusqu'au début de la fin de la Première Guerre mondiale, Ghislaine Plessier note un rapprochement avec une idéologie nationaliste  dans les années 1920-1930  notamment dans sa correspondance avec Émile Bernard.
Les nationalistes ont utilisé son prestige international pour faire la propagande de l'Espagne franquiste, diffusant son œuvre dans des expositions à l'étranger : Venise en 1938, Londres en 1939. Malgré les bouleversements politiques, Zuloaga continue de représenter les figures marquantes de son époque et, entre avril et mai 1940, il passe 20 jours avec Francisco Franco à l'Hôtel Ritz de Madrid pour réaliser son portrait.
Il s'éloigne ensuite progressivement de la scène publique pour se consacrer à la peinture de natures mortes.

## Œuvre et style
La peinture de Zuloaga fut parfois des plus discutées en Espagne en raison de son caractère cru et dramatique, paradigmatique de l'« Espagne noire ». Le tableau  Veille de course de taureau fut refusé par le jury espagnol de l'Exposition universelle de 1900. Mais La Victime de la fiesta connut un grand succès au Salon des artistes français en 1911, avec un article élogieux de l'historien d'art Camille Mauclair.

« On peut dire sans exagération qu'un cinquième de l'œuvre de Zuloaga est consacré à la tauromachie avec principalement des portraits individuels ou collectifs de toreros célèbres ou inconnus : La Famille du torero gitan, Portrait de Domingo Ortega, Portrait de Belmonte , et plus rarement de scènes de corrida : La Victime de la fiesta, Corrida à Eibar. »

Parmi les portraits de toreros les plus importants, on compte celui de son filleul, le fils d'Agustina, Albaicín qu'il fit poser en habit de lumières alors que le jeune garçon n'avait pas encore songé à être torero.
Il est l'auteur du portrait du collectionneur d'art Carlos de Beistegui. Ce portrait est exposé au Louvre, dans la "Salle Beistegui" au deuxième étage du pavillon Sully ; selon les volontés de son commanditaire ce portrait doit y être exposé en permanence au sein de l'importante et indissociable collection de tableaux de sa donation au Louvre. Zuloaga figure également aux musées d'Orsay ou de Castres.
- Les Amies, vers 1896, huile sur toile, 221 × 170 cm, Musée national d'Art de Catalogne, Barcelone[17]
- Portraits. Mon oncle et mes deux cousines, 1898-1899, huile sur toile, 209 × 167 cm, Musée d'Orsay, Paris[18]
- La Naine Dona Mercedes, 1899, huile sur toile, 130 × 115 cm, Musée d'Orsay, Paris[19]
- Le Nain Don Pedro, vers 1900, huile sur toile, 184 × 100 cm, Musée des Beaux-Arts de Tournai[20]
- Préparatifs de la course de taureaux, 1903, huile sur toile, 210 × 203 cm, Musée de l'Ermitage[21]
- Mes cousines, vers 1903, huile sur toile, 208 × 250 cm, Musée national d'Art de Catalogne, Barcelone[22]
- Ermite, 1904, huile sur toile, 123 × 79 cm, Musée de l'Ermitage, Saint-Pétersbourg[23]
- La Gitane, 1904, huile sur toile, 201 × 201 cm, Galerie Thiel, Stockolm[24]
- Toreros de village, 1906, huile sur toile, 197 × 154 cm, Musée de la Reine Sofía, Madrid[25]
- L'Anachorète, 1907, huile sur toile, 190 × 97 cm, Musée d'Orsay, Paris[26]
- Le Nain Grégorio, 1908, huile sur toile, 187 × 154 cm, Musée de l'Ermitage, Saint-Pétersbourg[27]
- Le Christ du Sang, 1911, huile sur toile, 248 × 302 cm, Musée de la Reine Sofía, Madrid[28]
- Barrès devant Tolède, 1913, huile sur toile, 202 × 241 cm, Musée d'Orsay, Paris[29]
- Portrait de la comtesse Mathieu de Noailles, 1913, huile sur toile, 152 × 195 cm, Musée des Beaux-Arts de Bilbao[30]
- Portrait d'Anita Ramírez en noir, 1916, huile sur toile, 91 × 130 cm, Brooklyn Museum, New York[31]
- Segovie, huile sur toile, 152 × 140 cm, Musée national des Beaux-Arts (Cuba)[32]

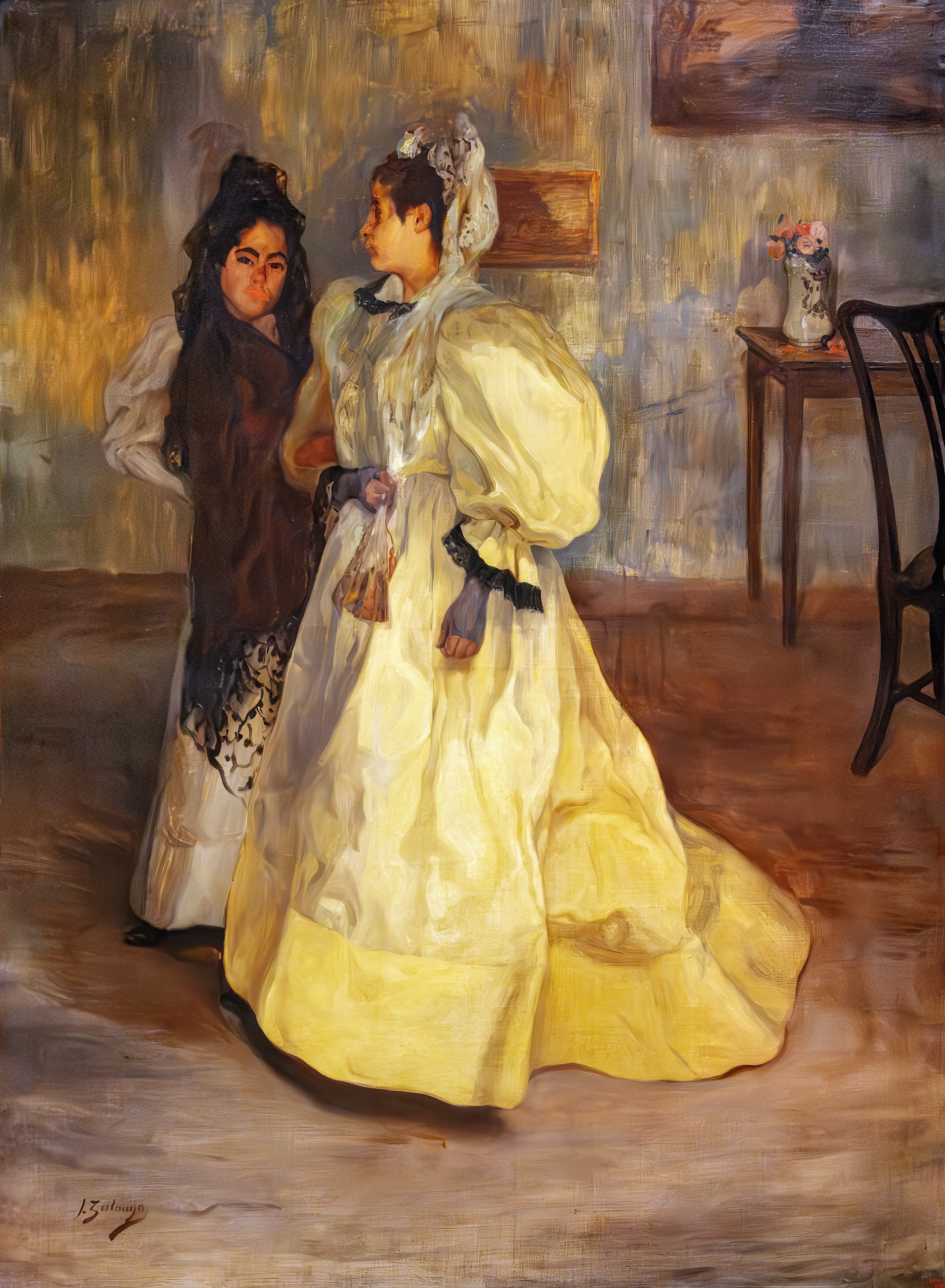
1896, Les amies MNAC
1903, Mes cousines MNAC
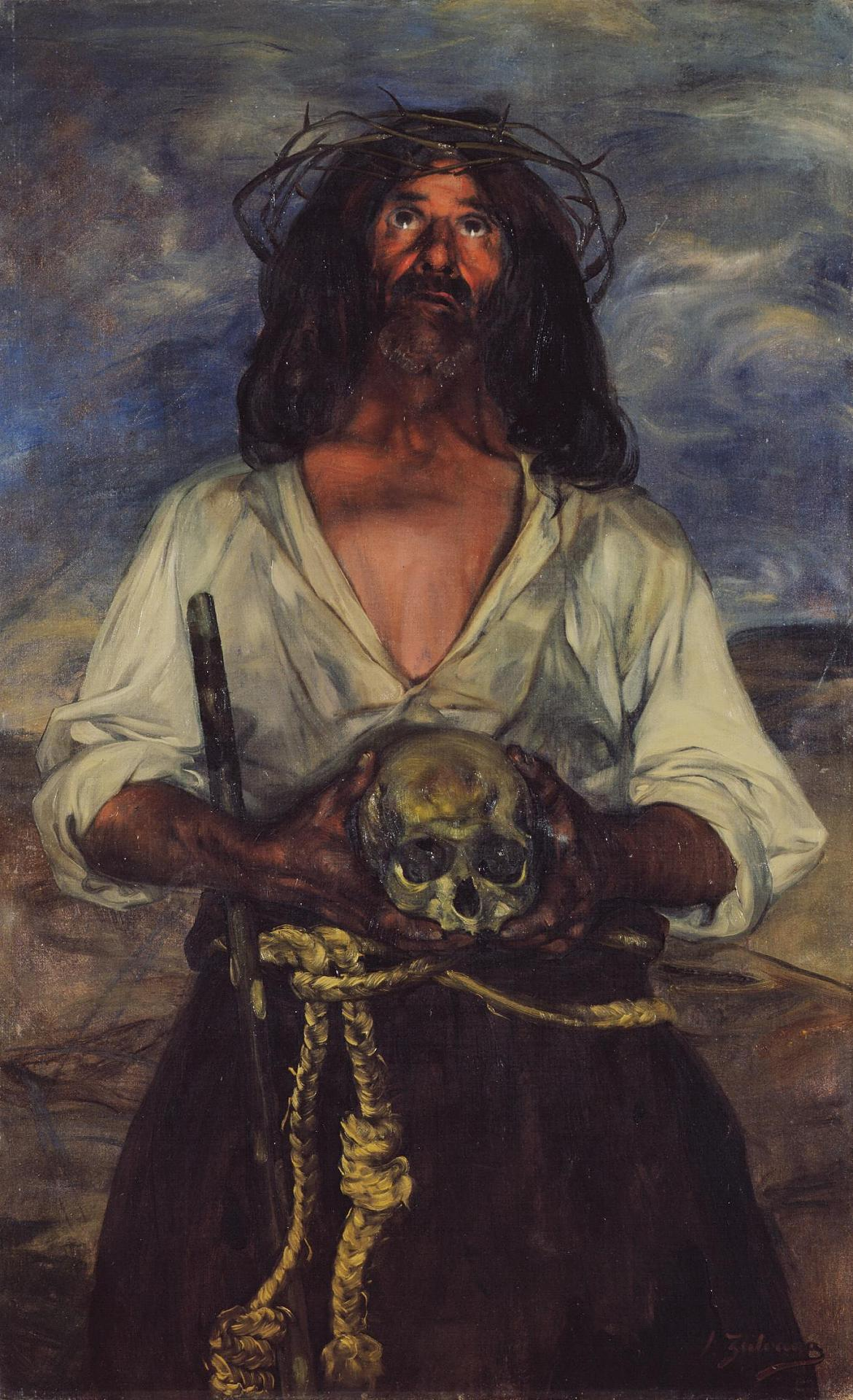
1904 L'Ermite Musée de l'Ermitage
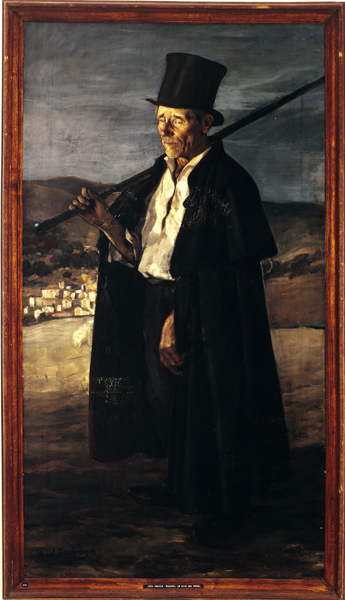
1904 Le Nain don Pedro Musée des Beaux-Arts de Tournai
1904 La Gitane Galerie Thiel
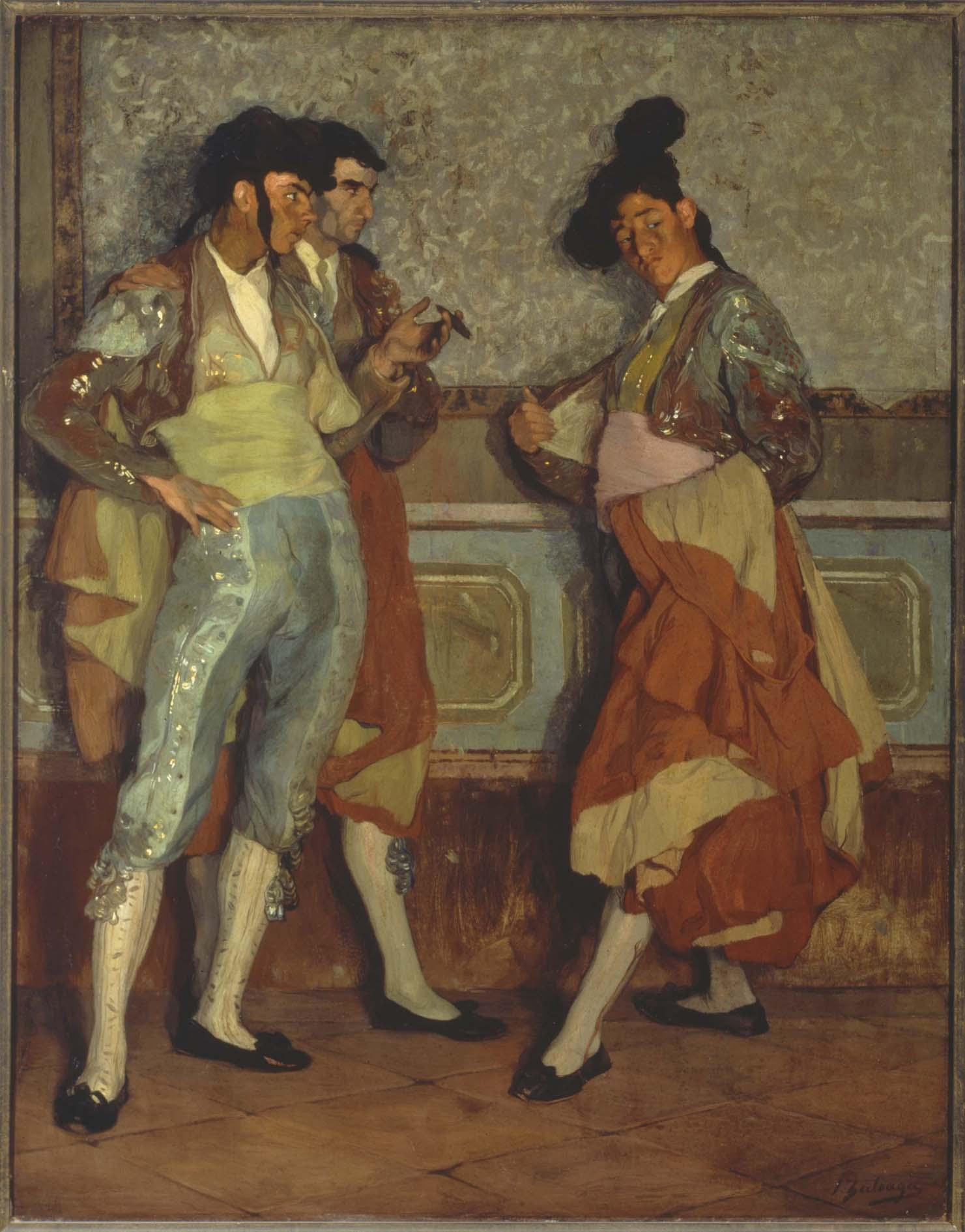
1906 Toréros de village Musée Reina Sofía
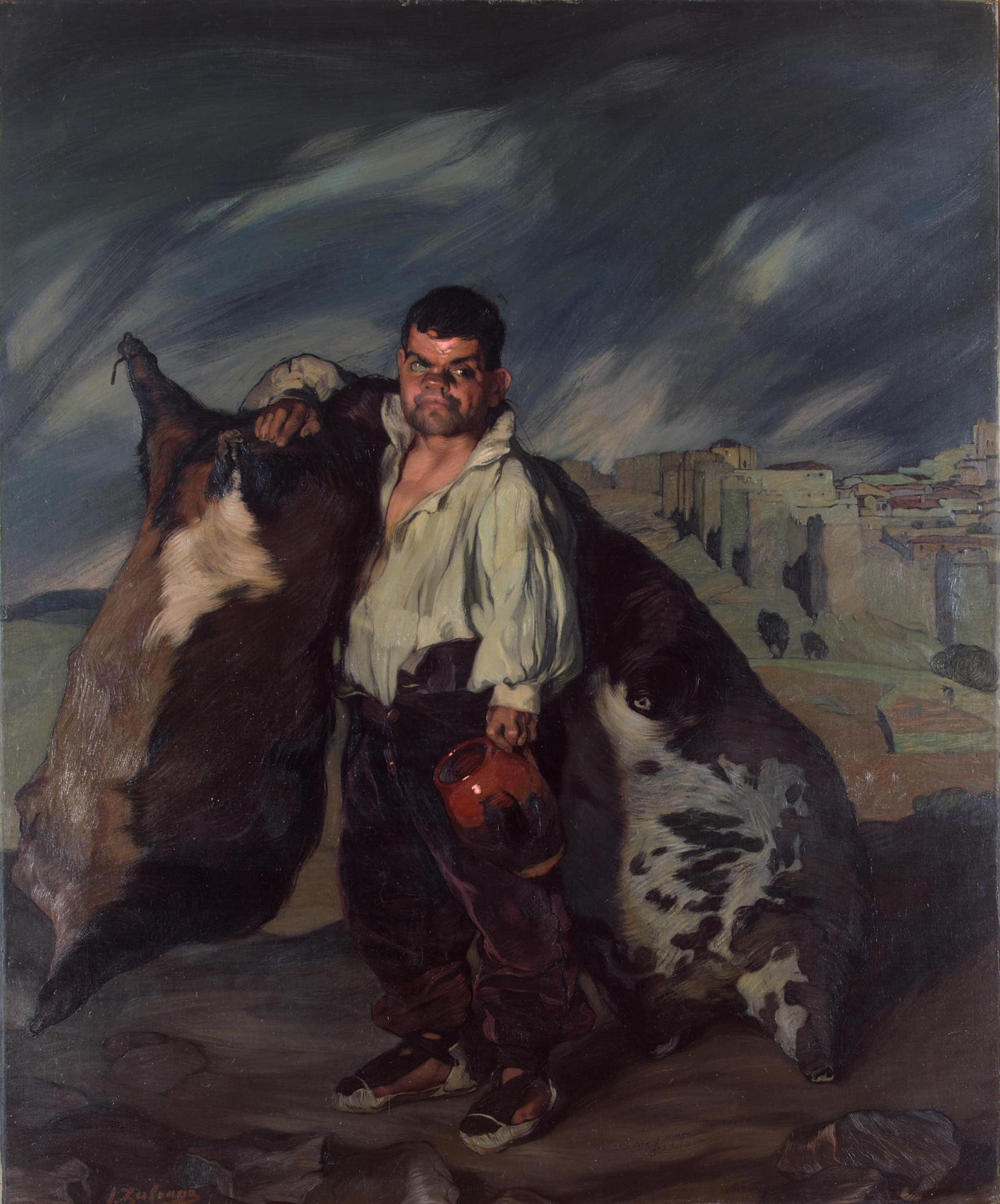
1908 Le Nain Gregorio Musée de l'Ermitage
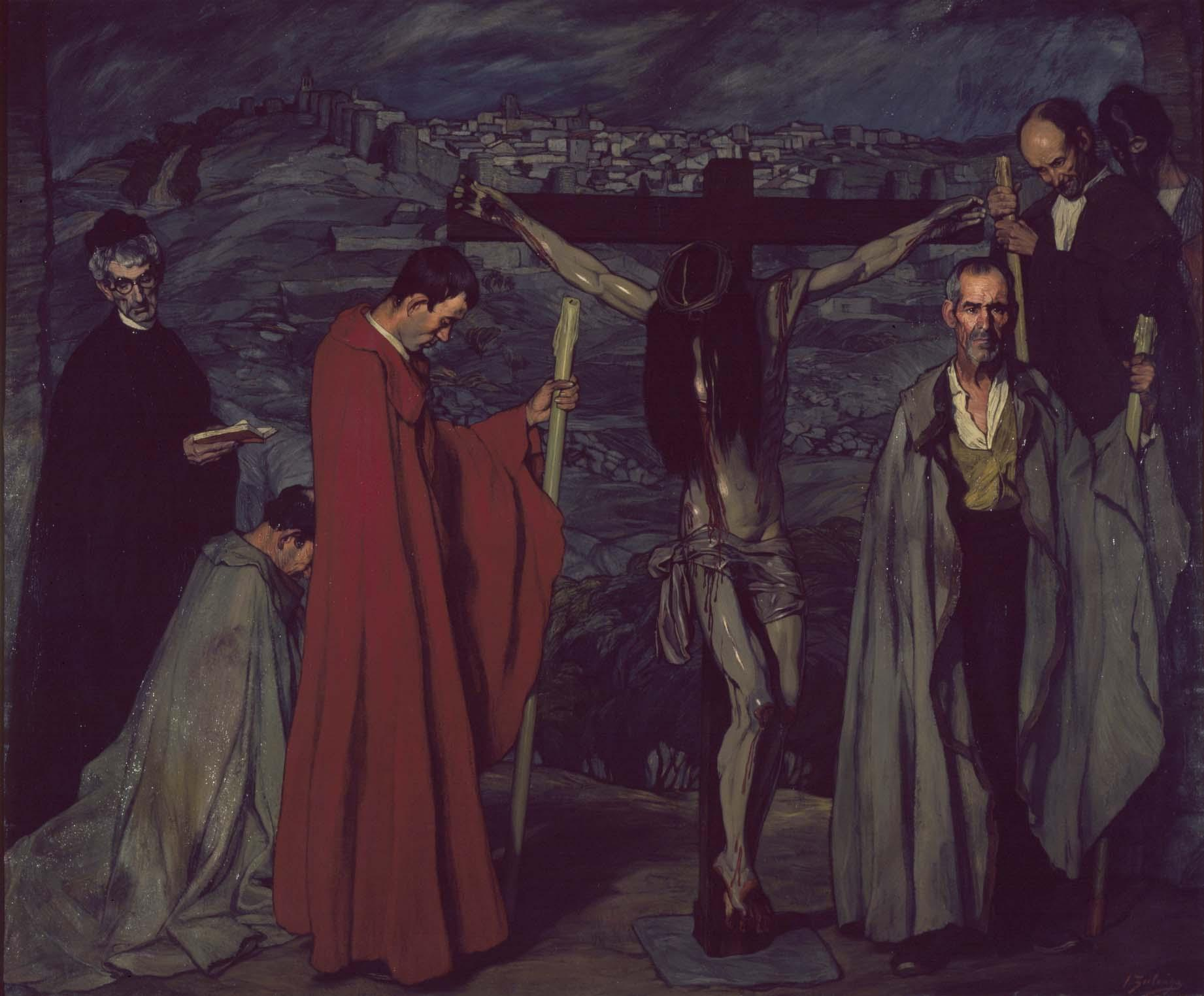
1911 Le Christ du Sang Musée Reina Sofía
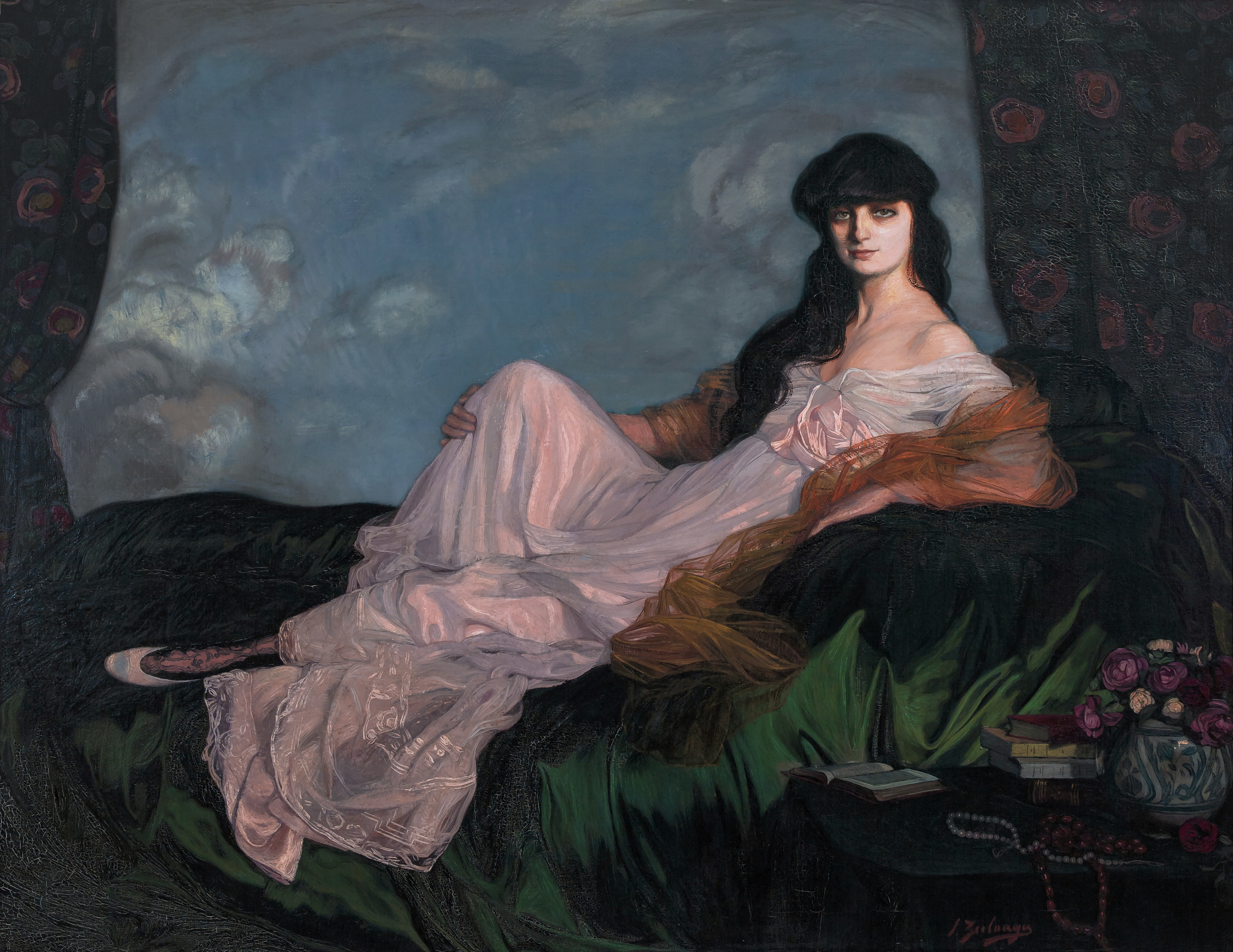
1913, Portrait de la comtesse Mathieu de Noailles Musée des Beaux-Arts de Bilbao
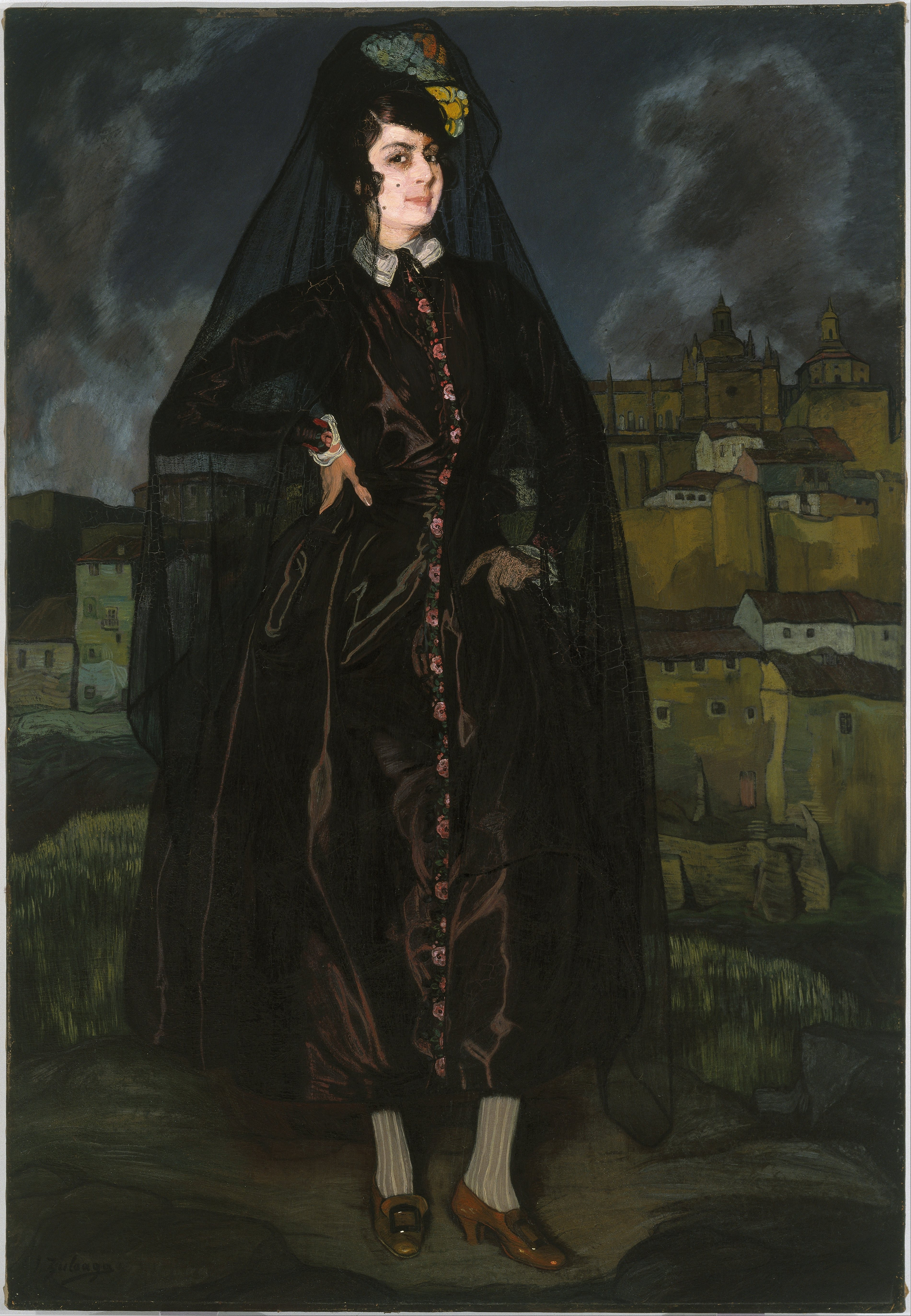
1916 Portrait d'Anita Ramírez en noir Brooklyn Museum
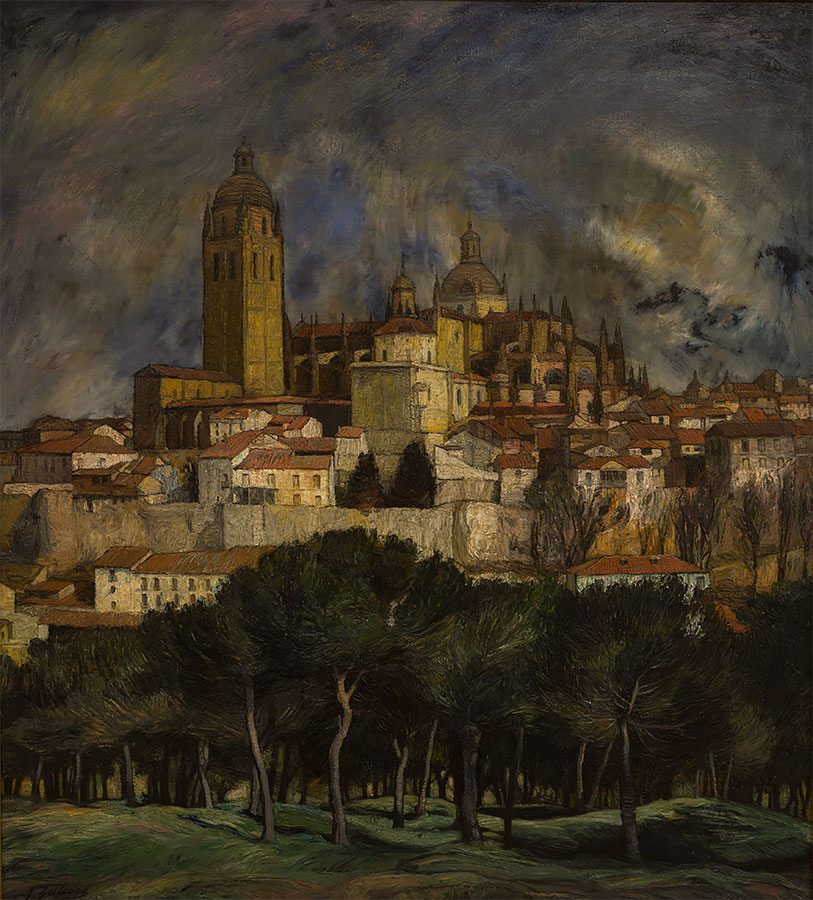
Ségovie Musée national des Beaux-Arts (Cuba)

## Expositions
- Groupe "L'Œuvre libre" - Ignacio Zuloaga, Alexandre Altmann, Jean Arnavielle…, Galerie Devambez, Paris, février-mars 1912[33].

## Postérité
Le Portrait de la comtesse Mathieu de Noailles, réalisé vers 1913, est présent dans le livre Les 1001 tableaux qu'il faut avoir vus dans sa vie ; la critique Lucinda Hawksley l'y qualifie de « merveilleusement décadent ».
Dans sa ville natale d'Eibar, il existe un institut qui porte son nom et où on peut passer le baccalauréat et faire un cycle d'études.
Il existe des musées Zuloaga à Zumaia, Ségovie (dans l'ancienne église de San Juan de los Caballeros) et Pedraza (dans le château où le peintre avait installé son atelier).
Une exposition est présentée en 1990-1991 à Bilbao (Musée des Beaux-Arts), puis à Paris (Pavillon des Arts), Dallas (Meadows Museum), New York (Galerie Wildenstein) et Madrid (Bibliothèque nationale d'Espagne).
Le Musée des Beaux-Arts de Bilbao lui a consacré une importante rétrospective en 2019.